# Comuna Prostore, Bilokurakîne
Prostore (în ucraineană Просторе) este o comună în raionul Bilokurakîne, regiunea Luhansk, Ucraina, formată din satele Kartamîșeve, Mankivka, Novocervone, Plaho-Petrivka, Prostore (reședința) și Svitlenke.

## Demografie
Componența lingvistică a comunei Prostore
     Ucraineană (92,96%)
     Rusă (6,96%)
     Alte limbi (0,08%)
Conform recensământului din 2001, majoritatea populației comunei Prostore era vorbitoare de ucraineană (92,96%), existând în minoritate și vorbitori de rusă (6,96%).